# Delmont (Pensilvania)
Delmont es un borough ubicado en el condado de Westmoreland en el estado estadounidense de Pensilvania. En el año 2000 tenía una población de 2.497 habitantes y una densidad poblacional de 900.8 personas por km².

## Geografía
Delmont se encuentra ubicado en las coordenadas 40°24′47″N 79°34′17″O / 40.41306, -79.57139.

## Demografía
Según la Oficina del Censo en 2000 los ingresos medios por hogar en la localidad eran de $39,700 y los ingresos medios por familia eran $52,056. Los hombres tenían unos ingresos medios de $39,097 frente a los $25,804 para las mujeres. La renta per cápita para la localidad era de $21,090. Alrededor del 6.9% de la población estaba por debajo del umbral de pobreza.